# Wilfried Cretskens

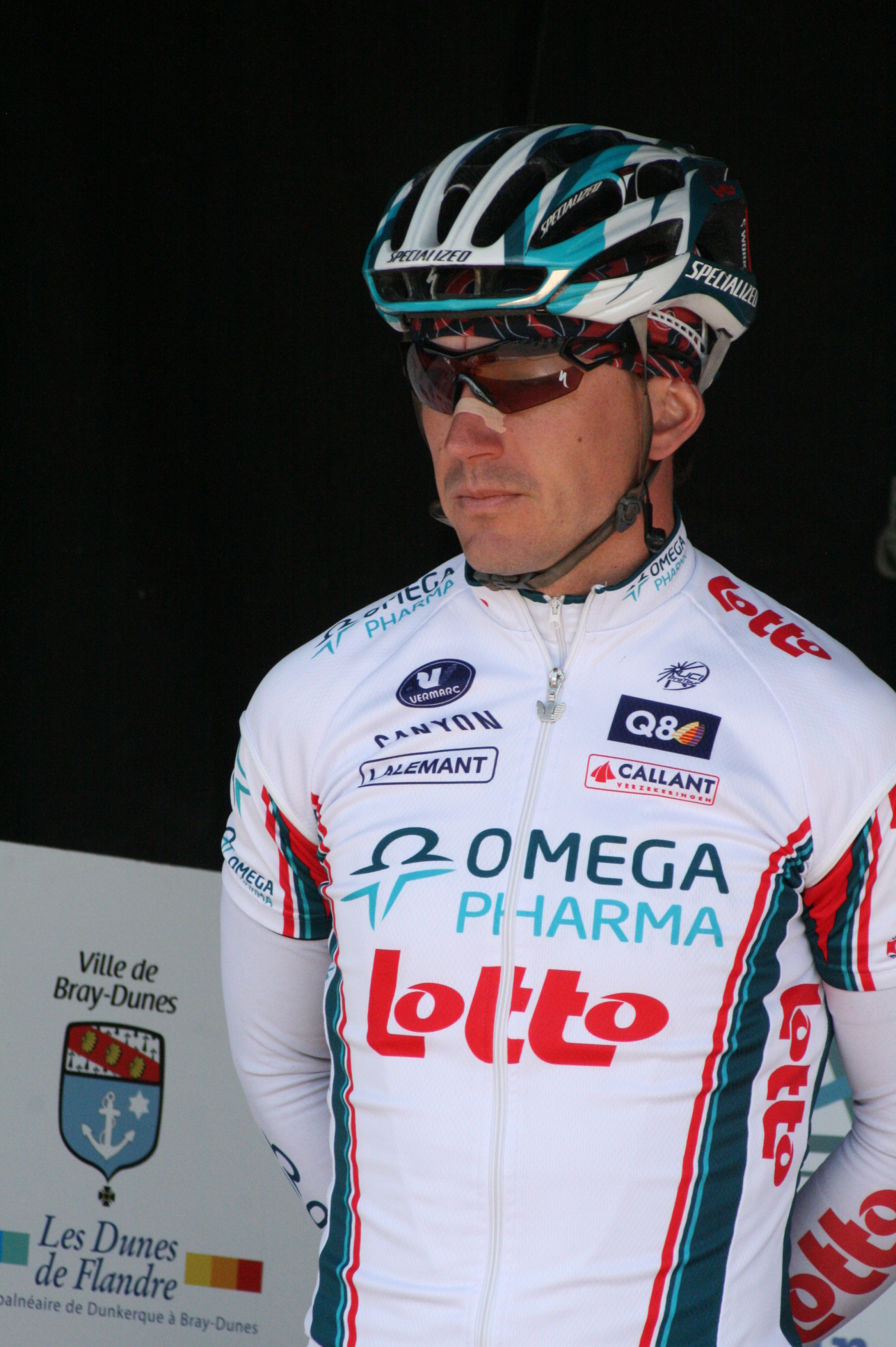
Wilfried Cretskens bei den Vier Tagen von Dünkirchen 2010

Wilfried Cretskens (* 10. Juli 1976 in Herk-de-Stad) ist ein ehemaliger belgischer Radrennfahrer.

## Sportliche Karriere
Wilfried Cretskens begann seine Karriere 1998 bei Vlaanderen 2002-Eddy Merckx, nachdem er dort im Jahr zuvor als Stagiaire (Gastfahrer) gefahren war. In seinem zweiten Jahr gewann er den Naamse Pijl. 2001 wechselte er zu Domo-Farm Frites. Ab 2003 fuhr er für das belgische Radsport-Team Quick Step. Er entschied 2003 sowie 2004 den Grote Prijs Briek Schotte für sich. Zweimal, 2005 und 2006, startete er bei der Tour de France, konnte sie aber beide Male nicht zu Ende fahren.
Am 24. Februar 2012 beendete Wilfried Cretskens bei dem Rennen Het Belang van Limburg seine Karriere als Berufsradfahrer.

## Erfolge
2003
- Grote Prijs Briek Schotte

2004
- Grote Prijs Briek Schotte

2007
- Gesamtwertung Katar-Rundfahrt

## Teams
- 1998–2000 Vlaanderen 2002-Eddy Merckx
- 2001–2002 Domo-Farm Frites
- 2003–2004 Quick Step-Davitamon
- 2005 Quick Step
- 2006–2007 Quick Step-Innergetic
- 2008 Quick Step
- 2009 Silence-Lotto
- 2010 Omega Pharma-Lotto
- 2011 Donckers Koffie-Jelly Belly